# Schizocosa maxima
Schizocosa maxima este o specie de păianjeni din genul Schizocosa, familia Lycosidae, descrisă de Charles Denton Dondale și Redner, 1978. Conform Catalogue of Life specia Schizocosa maxima nu are subspecii cunoscute.